# Byblisia setipes
Byblisia setipes är en fjärilsart som beskrevs av Carl Plötz 1880. Byblisia setipes ingår i släktet Byblisia och familjen Thyrididae. Inga underarter finns listade i Catalogue of Life.